# Forfatter
En forfatter er ophavspersonen til en bog, artikel, novelle, digt (se digter) eller anden litteratur, samt manuskripter til film, tv-serier, radio (se manuskriptforfatter) og lignende. En kvindelig forfatter benævntes med gammeldags sprogbrug forfatterinde, men bruges sjældent i dag. 
Titlen 'forfatter' er ikke en beskyttet titel, og alle kan derfor kalde sig for 'forfatter'.